# Ipermedia
Ipermedia o ipermedialità è un termine generico, che fonde i due termini ipertesto e multimedia, per indicare documenti che integrano informazioni eterogenee, quali grafica, audio, video e testo, connesse tra loro in maniera reticolare. Questo vocabolo venne usato per la prima volta da Ted Nelson in un articolo del 1965. Un classico di documento ipermediale è il World Wide Web, inteso come un “sistema documentale ipertestuale multimediale distribuito su rete”.

## Ted Nelson: un nuovo sistema per esplorare le informazioni
Ted Nelson tendeva alla creazione di un sistema innovativo di esplorazione dell'informazione: fornire al lettore un sistema intuitivo e spontaneo per accedere a una serie di approfondimenti, direttamente dalla pagina di consultazione. In questo modo avrebbe potuto evidenziare parole, accedere ad ulteriori informazioni, senza essere costretto a leggere e assimilare il testo in ordine sequenziale. Questi concetti vengono espressi dallo stesso Nelson nei suoi libri Computer Lib/Dream Machines e Literary machines, pubblicati rispettivamente del 1974 e del 1988.
Le sue idee richiamano quelle di Vannevar Bush, che nel secondo dopoguerra progettò il Memex, una macchina che avrebbe dovuto simulare la capacità associativa di ogni essere umano. Negli anni '70 Nelson annunciò il Progetto Xanadu con il quale l'utopia del progetto del Memex trovava una sua prima concreta realizzazione attraverso l'elaboratore. Il sistema era una struttura aperta e modificabile dall'utente, e comprendeva un apparato di ipertesti sostenuto da un sistema di editing elettronico.

## Testo, ipertesto, ipermedia
Quando consultiamo un libro, la classica lettura utilizzata è sequenziale: leggiamo sempre in modo unidirezionale e unidimensionale. Tuttavia, a volte, sottolineiamo e appuntiamo alcuni concetti al fine di comprenderli meglio: in questo caso il nostro comportamento è di tipo ipertestuale. L'ipertesto è un documento attraverso il quale è possibile passare da un'informazione all'altra in modo semplice e immediato mediante collegamenti ipertestuali, conosciuti con la parola inglese link. L'ipermedialità utilizza simultaneamente più linguaggi, integrandoli in un unico oggetto comunicativo: testi, immagini, suoni, filmati, animazioni, ecc.
Il web diventa quindi una sorta di  “repertorio” di ipertesti; in questo modo è possibile ottimizzare le ricerche finalizzate al reperimento di un'informazione, direzione verso il quale va il web semantico: rendere ancora più espliciti i link, cioè le relazioni tra i contenuti, in modo da evitare all'utente l'analisi di materiale non pertinente. Ogni oggetto mediale è interdipendente dagli altri, non come struttura stabile, ma come struttura Loosely coupling . Ogni oggetto è descritto da una tag, ossia da una etichetta che collega gli oggetti in insiemi. In questo modo chiunque è in grado di utilizzare e riorganizzare schemi a seconda della propria necessità di ricerca, attingere e produrre conoscenza, realizzando la cosiddetta saggezza della folla. Il Learning Management System è una piattaforma che organizza i media, chiamati Learning Objects in insiemi indirizzati alla formazione, un courseware frubile a scopo formativo.

## Il linguaggio degli ipermedia
Gli ipermedia costruiti per Internet utilizzano il linguaggio HTML (Hyper Text Markup Language). Per la loro realizzazione possono essere utilizzate anche programmi specifici, come Front Page, Word, iBooks Author, e molti altri. Tecnicamente, pagine, e oggetti delle pagine, vengono memorizzati in cartelle; una cartella con il suo contenuto ipermediale viene definito sito.
Il sito è locale quando la cartella risiede nel personal computer, è pubblico quando la cartella risiede in un server in Internet. In un sito pubblico tutti possono accedere al contenuto ipermediale. La struttura del sito dipende principalmente da una mappa concettuale, e in secondo luogo dalla mappa delle pagine. Tale struttura, attraverso le sue cartelle, deve rispecchiare la struttura logico-concettuale dell'Ipermedia.
All'argomento principale si potrà far corrispondere la cartella principale del sito, e a ciascun sotto-argomento, sottocartelle situate nella cartella principale, in cui inserire immagini, suoni, filmati. Le pagine dell'ipertesto, che corrispondono ai nodi della mappa delle pagine, sono inserite all'interno di ogni sottocartella e nella cartella principale. Quando qualcuno dei nodi corrisponde a informazioni formate da diversi mezzi di comunicazione (immagini, suoni, filmati...), anziché a blocchi esclusivamente testuali, si parla di Ipermedia.

## Cosa permettono di fare gli ipermedia
Gli ipermedia sono strumenti che permettono agli studenti di esplorare in libertà testi e informazioni, costruendo in proprio la conoscenza.  ll loro utilizzo nella didattica crea sicuramente una maggior carica motivazionale, in particolare sviluppano quella che viene definita motivazione intrinseca. Attraverso l'ipermedialità, infatti, il lettore si stacca dal classico libro, concettualmente non esiste più un inizio e una fine, ma può spaziare a suo piacere, seguendo i propri interessi.
Il modello ideale dell'ipermedialità potrebbe essere sintetizzato in quello di Roland Barthes, cioè secondo il concetto di  "testo aperto" formato da molteplici blocchi di parole e di immagini connesse secondo molteplici percorsi. La creazione di un ipermedia, in qualsiasi contesto lo si pensi, è in grado di sviluppare la creatività, favorendo la costruzione di un prodotto concreto, di facile utilizzo, per esempio la creazione di storie o racconti multimediali. Uno dei potenziali vantaggi che offrono gli ipertesti è proprio la praticità e la versatilità nella lettura dei contenuti. A differenza di un testo classico, con l'ipertesto il lettore può seguire il percorso di lettura a lui più congeniale, scegliendo tra una serie di proposte, supportato da altri mezzi di comunicazione (audio, immagini video).

## Ipermedia e scuola
Molto interessante è l'incontro tra l'ipermedialità e i processi educativi: in questo ambito il docente assume un ruolo diverso da quello tradizionale: qui è più simile ad un tutor o ad un “facilitatore”. Lo studente viene invogliato ad imparare, sia producendo artefatti digitali come ad esempio video, presentazioni, mappe concettuali o altro, sia studiando da casa su elaborati digitali preparati dall'insegnante o già presenti in internet, secondo il modello della flipped classroom.
L'integrazione tra ipermedialità e scuola probabilmente non è indolore, poiché le attività scolastiche tradizionali devono passare attraverso la Rete, elemento che spesso distrae. Sta emergendo a questo proposito negli ultimi anni, un modello scolastico definito "rizomatico", che si rifà al Freire, in cui la comunità diventa modello di curricolo (community as curriculum). Tramite questo modello l'insegnante diventa mediatore tra gli studenti, le comunità e gli artefatti digitali generati, cercando anche di apportare valori etici e valoriali.

## Le presentazioni ipermediali: vantaggi e svantaggi
Le presentazioni ipermediali sono rese possibili, oltre che dal computer, dalla diffusione di nuove e potenti apparecchiature: CD-ROM, DVD, scanner, WEB camere, Netbook, Tablet, Smartphone.
La presentazione ipermediale può avere vantaggi e svantaggi.
Vantaggi
- l'utente è libero di cercare e approfondire informazioni in modi differenti;
- ha a disposizione enormi quantità di informazioni;
- i documenti possono essere aggiornati con facilità;
- dispone della rapidità delle informazioni;
- dispone della compresenza di vari codici comunicativi;
- possiede informazioni non isolate ma collegate;
- percorsi di lettura e apprendimento personalizzati e molto articolati;
- stile cognitivo orientato alla ricerca e alla rielaborazione del sapere;

Svantaggi
- necessità di strumenti informatici;
- disorientamento a causa di molti link;
- gli utenti che navigano con rapidità non leggono i testi.